# Sithon lorquinii
Sithon lorquinii är en fjärilsart som beskrevs av Felder 1865. Sithon lorquinii ingår i släktet Sithon och familjen juvelvingar. Inga underarter finns listade i Catalogue of Life.